# Psychotria bagshawei
Psychotria bagshawei är en måreväxtart som beskrevs av Ernest Marie Antoine Petit. Psychotria bagshawei ingår i släktet Psychotria och familjen måreväxter. Inga underarter finns listade i Catalogue of Life.